# Xosablatta obliquata
Xosablatta obliquata är en kackerlacksart som beskrevs av Karlis Princis 1963. Xosablatta obliquata ingår i släktet Xosablatta och familjen småkackerlackor. Inga underarter finns listade i Catalogue of Life.